# Basetsana Kumalo
Pour les articles homonymes, voir Kumalo.
Basetsana Kumalo, surnommée Bassie Kumalo, née Makgalemele le 29 mars 1974 à Soweto, est une femme d'affaires sud-africaine, après avoir été la première femme noire à être élue Miss Afrique du Sud. Elle a  a incarné la possibilité de réussir, pour les entrepreneurs noirs, dans son pays.

## Biographie
Basetsana Makgalemele est née en mars 1974, dans le township de Soweto, sous le régime de l’apartheid, fille d'un chauffeur de bus et d'une enseignante. Enfant, elle travaille comme vendeuse de rue, vendant par exemple du pain, des sucettes et des œufs durs. Sa mère l'inscrit à des concours de beauté. Elle est d'abord élue Miss Soweto, puis Miss Black South Africa. En 1994, année des premières élections démocratiques multiraciales dans son pays, elle devient Miss Afrique du Sud. Elle termine également 1re dauphine au concours Miss Monde 1994,. Ces succès dans les concours de beauté lui ouvrent des opportunités de travail à la télévision comme présentatrice dans une émission sur les célébrités. Avec l'argent emprunté et gagné, elle acquiert la moitié de la société qui produit l'émission. Cette société fusionne avec un groupe de médias en 1999,.
Elle développe ensuite plusieurs activités entrepreneuriales : elle lance notamment sous son nom des lunettes de soleil, une ligne de mode et des cosmétiques. En 2000, elle se marie avec Romeo Kumalo : Nelson Mandela assiste à ce mariage. Aujourd'hui, elle détient des participations importantes dans l'immobilier, dans des sociétés minières, et est membre de divers conseils de surveillance.  Elle est également présidente de la South African Business Women's Association et est impliquée dans des œuvres caritatives. Elle n'est plus impliquée dans les activités opérationnelles de ses entreprises,.
Selon la journaliste Claudia Bröll, Basetsana Kumalo a incarné la possibilité de réussir, pour les entrepreneurs noirs, en Afrique du Sud. Basetsana Kumalo a publié en 2019 une autobiographie : Bassie : My Journey of Hope.